# Мишель, Шарль
Шарль Ив Жан Гизлен Мишель (фр. Charles Yves Jean Ghislaine Michel; род. 21 декабря 1975, Намюр, Валлония, Бельгия) — бельгийский и европейский государственный и политический деятель. С 1 декабря 2019 по 1 декабря 2024 года — председатель Европейского совета.
Представитель французского сообщества Бельгии, лидер партии «Реформаторское движение» (2011—2019), премьер-министр Бельгии (2014—2019). Самый молодой премьер-министр Бельгии в истории.

## Биография

### Молодые годы
Шарль Мишель родился 21 декабря 1975 года в городе Намюр — столице провинции Намюр региона Валлония в Бельгии, в семье Мартин и Луи Мишель, уже имевших первого сына Матьё. Ребёнком Шарль расклеивал политические плакаты своего отца — мэра Жодуани, и в возрасте 16 лет вступил в организацию «Молодые реформаторы-либералы Жодуани» (фр. Jeunes Réformateurs Libéraux de Jodoigne). С 1992 по 1999 год Шарль был президентом организации, а в 1994 году в возрасте 18 лет, был избран советником в провинции Валлонский Брабант. В 1998 году он окончил юридический факультет Брюссельского франкоязычного свободного университета и Амстердамского университета, после чего он стал адвокатом.
В 1999 году он был избран в Палату представителей. В 2000 году Шарль был назначен на пост министра внутренних дел в правительстве Валлонии, став в возрасте 25 лет самым молодым министром в истории Бельгии. В том же году он был избран в городской совет Вавра, в 2004 году он был назначен советником по градостроительству, став также пресс-секретарём Реформаторского движения, а в 2006 году — мэром города. По результатам парламентских выборов 2007 года Мишель был переизбран в Палату представителей от Валлонского Брабанта, а позже и по итогам выборов 2010 года.
Отец Шарля Луи Мишель был министром иностранных дел Бельгии и еврокомиссаром по вопросам развития (2004—2009).
Помимо родного французского языка, также владеет нидерландским и английским языками.

### В правительствах
21 декабря 2007 года, сменив Арманда де Декера, Шарль Мишель стал министром развития и сотрудничества, сохранив эту должность в третьем правительстве Верхофстадта, первом Летерма, Ван Ромпея и втором Летерма, при этом одновременно занимая место мэра Вавра. После провала Реформаторского движения на региональных выборах 2009 года он вступил во внутрипартийную группу «Ренессанс», требовавшую отставки президента партии Дидье Рейндерса. После неудачи на парламентских выборах 2010 года Рейндерс подал в отставку, а Мишель стал кандидатом на пост президента партии. 28 января 2011 года он выиграл внутренние выборы, а 14 февраля подал в отставку с министерской должности, которая перешла Оливье Шастелю, сохранив долголетние напряжённые отношения с Рейндерсом.
В 2009 году Шарль Мишель заявил, что находится в шоке от заявлений папы римского Бенедикта XVI о том, что презервативы способствуют распространению СПИДа, назвав его доводы «поразительными, скандальными и даже безответственными».

### Премьер-министр Бельгии
После парламентских выборов 2014 года и невозможности Бартом Де Вевером со своей партией «Новый фламандский альянс» в одиночку сформировать новое правительство, 27 июня король Бельгии Филипп поручил эту задачу Мишелю и лидеру партии «Христианские демократы и фламандцы» Крису Питерсу. 7 октября между партиями «Новый фламандский альянс», «Христианские демократы и фламандцы», «Открытые фламандские либералы и демократы» и «Реформаторское движение» было подписано соглашение о создании правоцентристского коалиционного правительства во главе с Мишелем. 11 октября король Филипп официально привёл Шарля Мишеля к присяге на пост премьер-министра Бельгии вместе с четырнадцатью министрами и четырьмя государственными секретарями нового правительства. Предыдущий премьер от Социалистической партии Элио ди Рупо передал ключи от резиденции на Рю де ла Луа, 16 и пожелал Мишелю удачи, но отметил, что «это правительство будет просить работников работать больше, чтобы заработать на них и принесёт большую боль гражданам, будучи экономически неэффективным», а «Реформаторское движение обмануло франкоязычных избирателей». Таким образом, в возрасте 38 лет, Мишель стал одним из самых молодых лидеров в Европе, а также самым молодым премьер-министром Бельгии с 1840 года, и вторым представителем франкоязычных либералов, занимавших эту должность, после Поля-Эмиля Янсона с 1937 года.
С 11 по 14 июня 2015 года Шарль Мишель принимал участие в работе Бильдербергской конференции, прошедшей в Тельфсе (Австрия). По словам директора службы премьер-министра по связям с общественностью Фредерика Кодерльера, «для нас это приглашение отражает интерес, с учётом списка участников, многих иностранных инвесторов к Бельгии».
В январе 2018 года посетил с официальным трёхдневным визитом Россию. Поездка проходила под лозунгом: «Открытость к диалогу с соседом, но без наивности и потворства».

### Президент Европейского совета
Лидеры 28 стран ЕС на саммите в Брюсселе 2 июля 2019 года избрали Шарля Мишеля президентом Европейского совета. С 1 декабря 2019 года Шарль Мишель приступил к своим обязанностям на следующие 2,5 года. Участвовал в разработке соглашения Шарля Мишеля об урегулировании парламентского кризиса в Грузии 2020 года.

## Мнения
Война на Украине
Выступая на открытии 48-го саммита стран G7 (26-28 июня 2022 года), заявил, что война, развязанная Россией, угрожает всему миру, влияя на поставки продовольствия и топлива. Ш. Мишель указал, что страны, входящие в G7 и ЕС, едины в своей поддержке Украины и добавил, что ЕС продолжит оказывать Украине финансовую, гуманитарную и политическую поддержку в нарастающем объёме и помогут Украине ликвидировать последствия войны. Он также отметил предоставление Украине и Молдове статуса кандидатов в члены ЕС.

## Личная жизнь
Фактической женой Шарля Мишеля является Амели Дербаудренгьен, родившаяся с ним в один день. Супруги воспитывают двух дочерей — Жанну и Люси.

## Награды
- Орден Леопольда I степени великого офицера (21 мая 2014)[35].
- Кавалер Большого креста Орден Леопольда II (23 июня 2019)[36]
- Орден князя Ярослава Мудрого I степени (23 августа 2021, Украина) — за выдающийся личный вклад в укрепление межгосударственного сотрудничества, поддержку независимости и территориальной целостности Украины[37].
- Орден «За заслуги» І степени (23 августа 2022, Украина) — за значительные личные заслуги в укреплении межгосударственного сотрудничества, поддержку государственного суверенитета и территориальной целостности Украины, весомый вклад в популяризацию Украинского государства в мире[38].

## Интересные факты
В парламенте Грузии существует фракция «Группа реформ Шарля Мишеля».
8 ноября 2022 года Reuters сообщил, что китайские власти изъяли обращение президента Европейского совета на церемонии открытия крупной торговой выставки в Шанхае. По данным агентства, в выступлении политик критиковал «незаконную войну» России на Украине и призывал к снижению торговой зависимости от Китая. Предварительно записанное видео должно было стать одним из нескольких выступлений мировых лидеров и глав международных организаций.